# 13+5
13+5 – drugi album studyjny polskiej piosenkarki Roksany Węgiel. Wydawnictwo ukazało się 31 marca 2023 roku nakładem wytwórni muzycznej Unity Records. Album zadebiutował na 6. miejscu polskiej listy sprzedaży – OLiS.
W marcu 2024 nagrania uzyskały certyfikat złotej płyty.

## Lista utworów
Opracowano na podstawie materiału źródłowego.
1. „Intro”
2. „Miasto”
3. „Do Ciebie”
4. „Va banque”
5. „Ciche szepty”
6. „Po co nam”
7. „Pierwsze miejsce”
8. „Kilka chwil”
9. „Ufam Ci”
10. „Zamknę oczy”
11. „Wiem, że tam jesteś”
12. „Gen Z”
13. „Jak na filmach”